# Utopod
Utopod est une entreprise de podcasting indépendante diffusant des nouvelles relevant des littératures de l'imaginaire, notamment de la science-fiction, du fantastique et de la fantasy.

## Présentation
Utopod est une entreprise de podcasting indépendante qui publie et diffuse des nouvelles littéraires sous forme de lectures à voix haute. En tant que tel, il s'inscrit dans un processus de regain d'intérêt pour la littérature orale qui a déjà regagné une grande importance dans le monde anglo-saxon, mais qui connaît pour l'instant une diffusion limitée dans la francophonie. 
Les nouvelles diffusées sur Utopod relèvent des littératures de l'imaginaire, notamment de la science-fiction (SF), du fantastique et de la fantasy. Le podcast collabore avec d'autres revues consacrées aux littératures de l'imaginaire, comme Solaris et Bifrost, ainsi qu'avec la Maison d'Ailleurs. Il a aussi bénéficié d'une certaine couverture médiatique, à la fois dans la presse papier, et virtuelle.

## Histoire
Utopod est né de l’initiative de deux Suisses romands, Lucas Moreno et Marc Tiefenauer, amis de longue date et passionnés de littératures de l’imaginaire (science-fiction, fantastique et fantasy). Dès janvier 2007, ils mettent en commun leurs compétences littéraires, éditoriales et informatiques pour démarrer le projet. La première émission est diffusée le 17 mars 2007. En avril 2008, Lucas Moreno reste seul à la tête du projet après le départ de son associé.
Au 13 septembre 2008, utopod en est à sa 25e diffusion (22 épisodes et trois hors-série).
Utopod est l’invité de l’édition 2008 des Utopiales, festival international de science-fiction de Nantes. Il est nommé pour le Grand Prix de l'Imaginaire dans la catégorie "spéciale".
Le 22 novembre 2010, Lucas Moreno a décidé de mettre fin à son podcast car la création de celui-ci lui prenait trop de temps et le créateur ne pouvait pas se consacrer à son but premier : l'écriture. Les 45 épisodes restent cependant en ligne et accessibles à tous.

## Auteurs publiés dans utopod
| Nom                  | Numéro de l'émission |
| -------------------- | -------------------- |
| Jean-Marc Agrati     | 12                   |
| Jean-Pierre Andrevon | 6                    |
| Ugo Bellagamba       | 7, 19                |
| Pierre Bordage       | 24                   |
| Joël Champetier      | 9, 10                |
| Ted Chiang           | 23                   |
| Philippe Curval      | 13                   |
| Lionel Davoust       | 26, 27               |
| Catherine Dufour     | 15, 20, 22           |
| Claude Ecken         | 14                   |
| Eugène               | 17                   |
| Valerio Evangelisti  | 17                   |
| Mélanie Fazi         | 32                   |
| Jacques Finné        | 17                   |
| Johan Heliot         | 8, 21                |
| Thibaut Kaeser       | 28                   |
| Pierre-Yves Lador    | 17                   |
| Sylvie Lainé         | 16                   |
| Jonas Lenn           | 4, 5                 |
| Xavier Mauméjean     | 2,3                  |
| James Morrow         | 17                   |
| André Ourednik       | 29                   |
| Isabelle Piette      | 18                   |
| Jean-Jacques Régnier | 30                   |
| François Rouiller    | 11                   |
| Bruce Holland Rogers | 23                   |
| Lucius Shepard       | 17                   |
| Brian Stableford     | 25                   |
| Bruce Sterling       | 23                   |
| Robin Tecon          | 31                   |